# Super GT
A SUPER GT (por vezes chamada de Super GT e antigamente chamada de All-Japan Grand Touring Car Championship (JGTC), tradução de Campeonato Japonês de Gran Turismo) é a principal categoria de automobilismo de carros da classe Gran Turismo do Japão. É promovida pela GT Association e regulamentada pela FIA. O mecanismo de corrida se assemelha às categorias de endurance e às demais de GT: cada carro deve ter dois pilotos, e cada piloto deve percorrer no máximo 2/3 de uma prova. É a categoria mais popular de toda a Ásia.
A cada temporada, é explorado um novo tipo de regulamento. As maiores alterações regulamentares aconteceram em 1998, 2003, 2005 (quando o campeonato deixou de se chamar JGTC), 2009 e em 2014, esta última em conjunto com a DTM, o Campeonato de Turismo Alemão, provocando assim mudanças drásticas na forma e motorização dos carros. Apesar do regulamento conjuntivo, os campeonatos, bem como a motorização, estão distintos.

## História
A categoria foi fundada em 1993 como All-Japan Grand Touring Car Championship (JGTC) em substiuição ao All-Japan Sports Prototype Championship e ao Japanese Touring Car Championship buscando menores custos e mais competitividade, a primeira corrida foi em conjunto com a IMSA GT Championship, no ano de 1994 foi dividida em duas categorias, também foi o último ano em que protótipos competiram na categoria, em 1996 passou por uma revisão de regras para diminuição de custos.
Em 2005 alterou seu nome para Super GT, em um momento de expensão internacional da categoria, em 2019 foi feita uma unificação da especificação dos carros da Super GT com a DTM.

## Carros
Os carros são divididos em duas categorias, os GT500 para carros com 500HP de força, e a GT300 para carros com 300HP de força. A Super GT é uma categoria multimarcas, permitindo a participação de diversos construtores e fornecedores de pneus, combustível e peças.

### Classe GT500

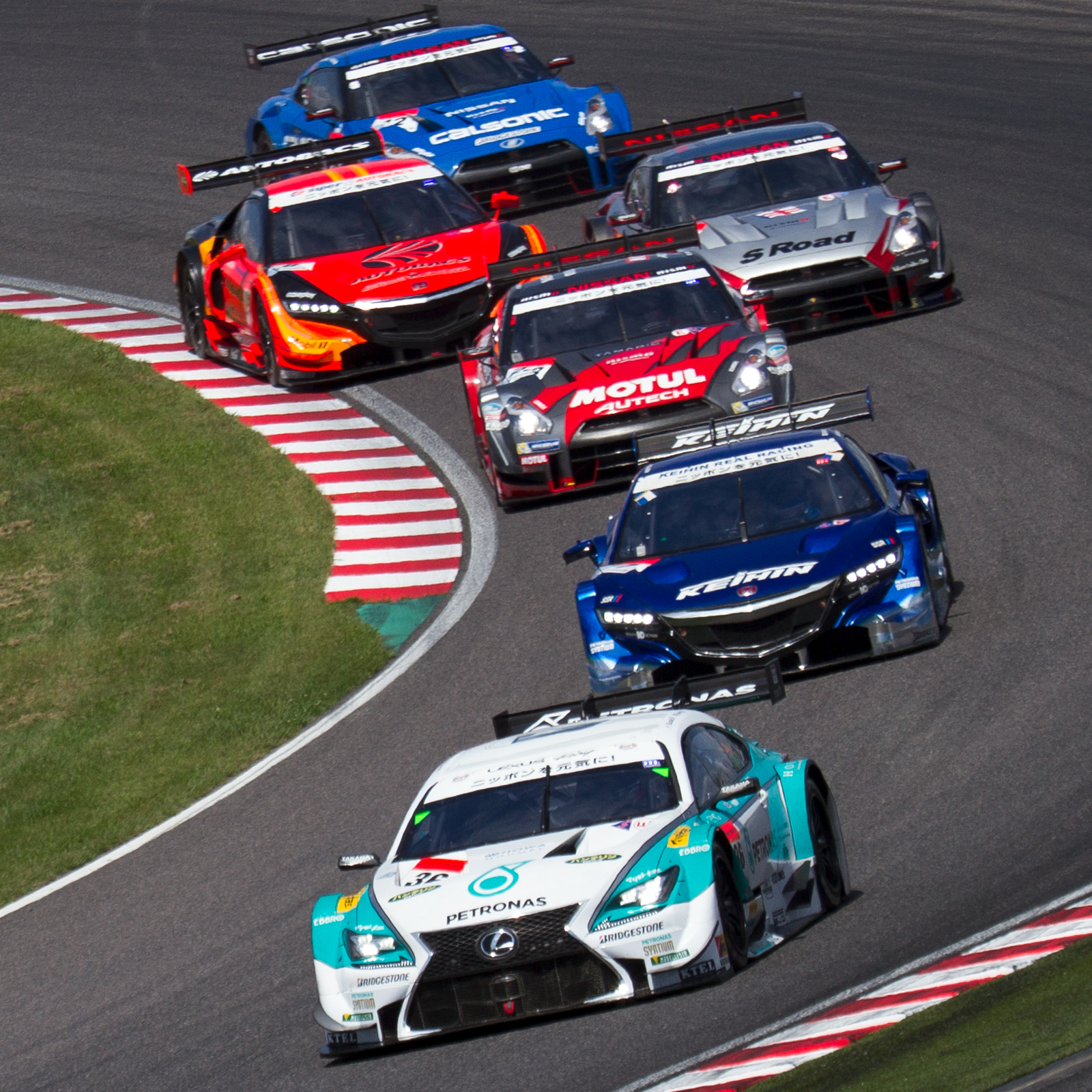
Carros da GT500.

Os carros da GT500 devem, obrigatoriamente, manter certos aspectos com relação às suas versões originais e respeitar a definição de carros de Gran Turismo. Os motores devem ser 4 cilindros em linha turbo de 2 litros de capacidade cubica montados ou na parte frontal do veículo ou no centro. Outras especificações podem ser usadas desde que aprovadas pelo comitê regulador da categoria e desde que tenham sua potência equalizada com os motores padrão. É permitido o uso de um ou dois restritores de ar e o uso de saias laterais nos carros. Também é livre a alteração na configuração da suspensão original do carro e outros ajustes menores.
Para que haja uma identificação com o carro original, o veículo de competição deve manter uma silhueta lateral semelhante à do carro produzido em massa do qual ele se origina.

### Classe GT300

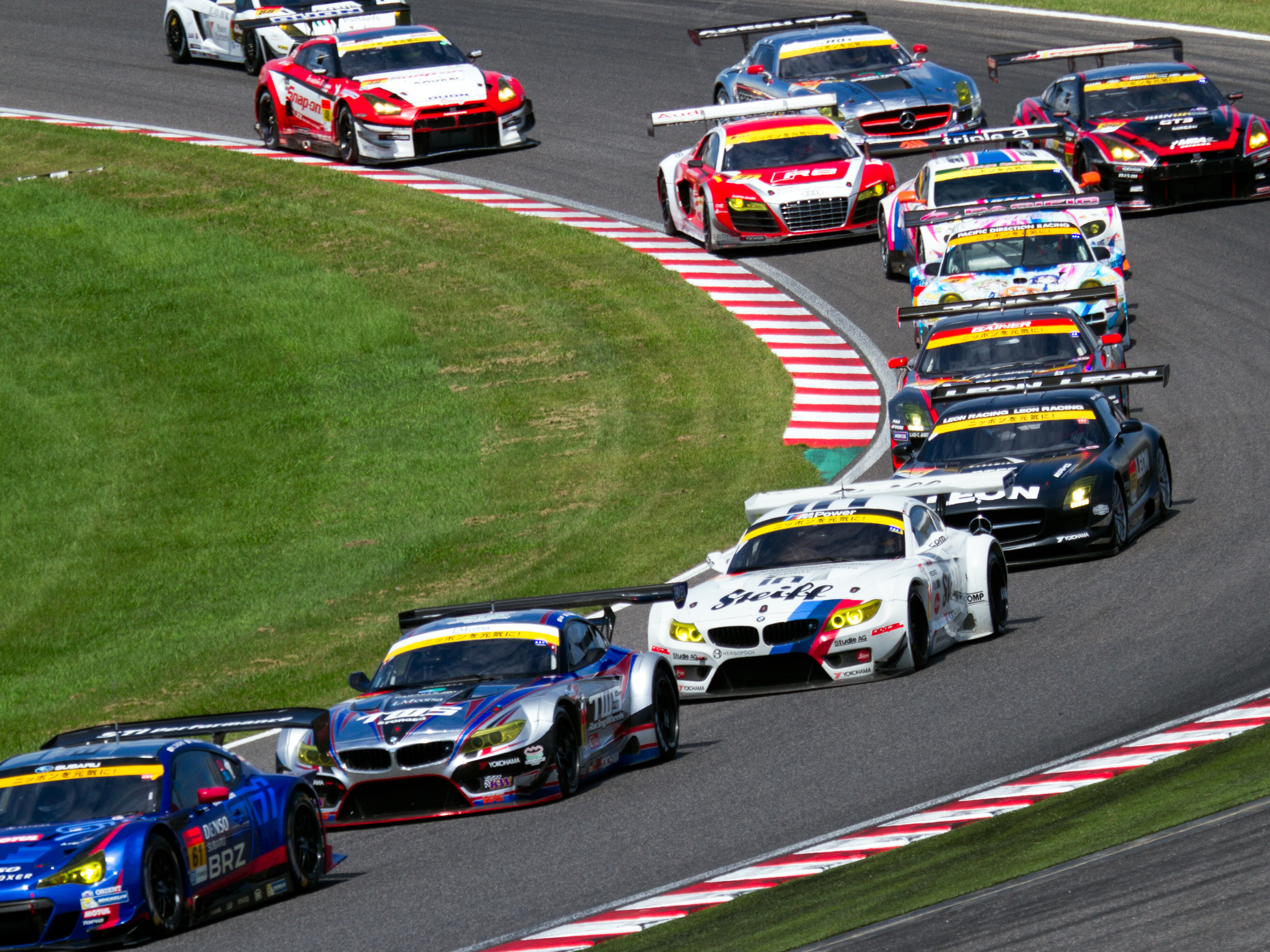
Carros da GT300.

Os carros da GT300 também devem se encaixar na definição de Gran Turismo. Deve ser usado um motor do mesmo fabricante do carro original, homologado pela FIA. O posicionamento do motor é livre. As regras de suspensão e aerodinâmica são semelhantes às da GT500.
O chassi do carro deve ser mantido original, com adaptações para melhorar a segurança em caso de acidentes.
Recentemente, os carros da categoria "FIA GT3" foram permitidos nesta classe. Neste caso, alguns carros não possuem a potência limitada a 300cv, mas podendo ter até 500cv dependendo do carro, e do BoP (Balance of Performance), que surgiu recentemente nas categorias de turismo.

### Pneus
Cada carro pode usar durante o fim de semana 9 sets de pneus. Os participantes da Super Lap devem largar com os mesmos pneus com que classificaram. As trocas de pneus durante a corrida não são obrigatórias e cada carro pode usar 2 mecânicos para efetuá-las.

### Combustível
É permitido o uso apenas de gasolina como combustível, sem a adição de nenhum tipo de aditivo.

### Proibições
Na Super GT são proibidos sistemas eletrônicos de controle do carro, controle de tração, telemetria, uso de suspensão ativa, freios com ABS, ajustes automáticos ou eletrônicos de suspensão, bem como regulagem de suspensão a partir do interior do carro com o mesmo em movimento. Até 2009, foi proibido qualquer tipo de assistência para a troca de marchas, incluindo câmbio automático ou semi-automático.

## Calendário 2013
| Etapa | Prova**                                       | Circuito                      | Data                |
| ----- | --------------------------------------------- | ----------------------------- | ------------------- |
| 1     | Okayama GT 300 km                             | Okayama International Circuit | 7 de abril          |
| 2     | Fuji GT1 500 km                               | Fuji Speedway                 | 29 de abril         |
| NC    | Corrida de exibição                           | Yeongam                       | 19 de maio          |
| 3     | Super GT International Series Malaysia 300 km | Sepang                        | 16 de junho         |
| 4     | Sugo GT 300 km                                | Sportsland Sugo               | 28 de julho         |
| 5     | 42nd International Poka 1000 km               | Suzuka                        | 18 de agosto        |
| 6     | Fuji GT2 300 km                               | Fuji                          | 8 de setembro       |
| 7     | Autopolis GT 300 km                           | Autopolis                     | 6 de outubro        |
| 8     | Motegi GT 250 km                              | Motegi                        | 3 de novembro       |
| NC    | Fuji Sprint Cup                               | Fuji                          | 16 e 17 de novembro |

## Corridas
As corridas da SUPER GT são disputadas em circuitos localizados somente no Japão. Porém Malásia e Tailândia também já sediaram corridas. A distância de cada prova varia entre 250 km e 1000 km.

### Treino Classificatório
É realizado na véspera da corrida. O sistema de definição do grid de largada mais comumente usado na Super GT é o "Super Lap". Semelhante ao sistema de classificação usado na Fórmula 1 e nos circuitos mistos da Indycar, o método consiste em dividir a classificação em duas partes. Na primeira, os pilotos fazem suas voltas rápidas e os 10 carros com melhores tempos vão para o Super Lap, com os demais largando nas posições que conquistaram. Na segunda parte, os carros saem novamente à pista, agora um de cada vez, para um set de 4 voltas: as duas primeiras de aquecimento de pneus, a terceira cronometrada e a quarta de retorno aos pits. Ao fim da sessão, os 10 primeiros colocados no grid são ordenados de acordo com a ordem crescente de tempos, com o mais baixo saindo à frente. É importante salientar que ambos os pilotos devem participar da sessão qualificatória. 
O regulamento da Super GT prevê ainda mais dois métodos de classificação, estes menos utilizados: Sessões "cheias" de 45 minutos e um método por 'Knock Out'.

### Corrida
A largada é dada em filas duplas, com os carros em movimento. Os pilotos da GT 500 saem à frente dos pilotos da GT 300 e os carros que avançaram à Super Lap devem largar com o mesmo set de pneus usado na classificação. Ambos os pilotos devem conduzir o carro, respeitando a distância máxima de 2/3 do total da prova. Os pit-stops são feitos em janelas determinadas e as trocas de pneus não são obrigatórias. Durante o trabalho de pits, o motor do carro deve ser desligado. Durante o reabastecimento, trabalhos de ajuste do carro e troca de pneus são proibidos. Apenas dois mecânicos podem cuidar diretamente da troca de pneus (obviamente, um terceiro é permitido para erguer o carro).

## Sistema de Pontuação
Os pontos para pilotos e equipes na Super GT são distribuídos da seguinte forma, de acordo com a classificação na corrida:
| Posição | 1º | 2º | 3º | 4º | 5º | 6º | 7º | 8º | 9º | 10º |
| ------- | -- | -- | -- | -- | -- | -- | -- | -- | -- | --- |
| Pontos  | 20 | 15 | 11 | 8  | 6  | 5  | 4  | 3  | 2  | 1   |

Para o campeonato de equipes ainda são dados, na GT 500, 3 pontos para o carro que termina na volta do líder, 2 pontos para aquele que termina uma volta atrás e 1 ponto para quem termina duas voltas atrás. Na GT 300, são 3 pontos para o carro que chega na volta do líder ou uma volta atrás e 1 ponto para aquele que termina a corrida duas voltas atrás do líder.
Não são dados pontos para pole position, maior número de voltas lideradas ou melhor volta.

## Campeões
| Temporada                                       | Categoria                                       | Título de Pilotos                               | Título de Pilotos                               | Título de Equipes                               | Título de Equipes                               |                                                 |
| Temporada                                       | Categoria                                       | Piloto(s)                                       | Carro                                           | Equipe                                          | Carro                                           |                                                 |
| All-Japan Grand Touring Car Championship (JGTC) | All-Japan Grand Touring Car Championship (JGTC) | All-Japan Grand Touring Car Championship (JGTC) | All-Japan Grand Touring Car Championship (JGTC) | All-Japan Grand Touring Car Championship (JGTC) | All-Japan Grand Touring Car Championship (JGTC) | All-Japan Grand Touring Car Championship (JGTC) |
| ----------------------------------------------- | ----------------------------------------------- | ----------------------------------------------- | ----------------------------------------------- | ----------------------------------------------- | ----------------------------------------------- | ----------------------------------------------- |
| 1993                                            | GT                                              | Masahiko Kageyama                               | Nissan Skyline GT-R R32                         | Não houve premiação.                            |                                                 |                                                 |
| 1994                                            | GT1                                             | Masahiko Kageyama                               | Nissan Skyline GT-R R32                         | Calsonic Hoshino Racing                         | Nissan Skyline GT-R R32                         |                                                 |
| 1994                                            | GT2                                             | Sakae Obata                                     | Porsche 964 Carrera RS                          | Kegani Racing                                   | Porsche 964 Carrera RS                          |                                                 |
| 1995                                            | GT1                                             | Masahiko Kageyama                               | Nissan Skyline GT-R R33                         | Calsonic Hoshino Racing                         | Nissan Skyline GT-R R33                         |                                                 |
| 1995                                            | GT2                                             | Kaoru Hoshino Yoshimi Ishibashi                 | Nissan Skyline GTS-R                            | Calsonic Impul                                  | Nissan Skyline GTS-R                            |                                                 |
| 1996                                            | GT500                                           | David Brabham John Nielsen                      | McLaren F1 GTR                                  | Team Lark                                       | McLaren F1 GTR                                  |                                                 |
| 1996                                            | GT300                                           | Keiichi Suzuki Morio Nitta                      | Porsche Carrera RSR                             | Team Taisan Jr.                                 | Porsche 964 Carrera RSR                         |                                                 |
| 1997                                            | GT500                                           | Pedro de la Rosa Michael Krumm Masami Kageyama  | Toyota Supra                                    | Toyota Castrol Team TOM'S                       | Toyota Supra                                    |                                                 |
| 1997                                            | GT300                                           | Manabu Orido Hideo Fukuyama                     | Nissan SIlvia S14                               | RS-R Racing Team with Bandoh                    | Nissan Silvia S14                               |                                                 |
| 1998                                            | GT500                                           | Érik Comas Masami Kageyama                      | Nissan Skyline GT-R R33                         | Pennzoil NISMO                                  | Nissan Skyline GT-R R33                         |                                                 |
| 1998                                            | GT300                                           | Keiichi Suzuki Shingo Tachi                     | Toyota MR2                                      | Team Taisan Jr. with Tsuchiya                   | Toyota MR2                                      |                                                 |
| 1999                                            | GT500                                           | Érik Comas                                      | Nissan Skyline GT-R R34                         | Pennzoil NISMO                                  | Nissan Skyline GT-R R34                         |                                                 |
| 1999                                            | GT300                                           | Morio Nitta                                     | Toyota MR2                                      | Momocorse Racing with Tsuchiya                  | Toyota MR2                                      |                                                 |
| 2000                                            | GT500                                           | Ryo Michigami                                   | Honda NSX                                       | Castrol Dome Mugen Project                      | Honda NSX                                       |                                                 |
| 2000                                            | GT300                                           | Hideo Fukuyama                                  | Porsche 996 GT3R                                | Team Taisan Advan                               | Porsche 996 GT3R                                |                                                 |
| 2001                                            | GT500                                           | Hironori Takeuchi Yuji Tachikawa                | Toyota Supra                                    | Nismo Hiroto/Xanavi                             | Nissan Skyline GT-R R34                         |                                                 |
| 2001                                            | GT300                                           | Nobuyuki Oyagi Takayuki Aoki                    | Nissan Silvia S15                               | Team Taisan Advan                               | Porsche 911 GT3R                                |                                                 |
| 2002                                            | GT500                                           | Juichi Wakisaka Akira Iida                      | Toyota Supra                                    | Esso Ultraflo Team LeMans                       | Toyota Supra                                    |                                                 |
| 2002                                            | GT300                                           | Morio Nitta Shinichi Takagi                     | Toyota MR-S                                     | Team Taisan Advan                               | Porsche 911 GT3R                                |                                                 |
| 2003                                            | GT500                                           | Satoshi Motoyama Michael Krumm                  | Nissan Skyline GT-R R34                         | Xanavi Nismo                                    | Nissan Skyline GT-R R34                         |                                                 |
| 2003                                            | GT300                                           | Mitsuhiro Kinoshita Masataka Yanagida           | Nissan Fairlady Z Z33                           | Team Taisan Advan                               | Chrysler Viper GTS-R Porsche 911 GT3R           |                                                 |
| 2004                                            | GT500                                           | Satoshi Motoyama Richard Lyons                  | Nissan Fairlady Z Z33                           | Nismo Xanavi/Motul Pitwork                      | Nissan Fairlady Z Z33                           |                                                 |
| 2004                                            | GT300                                           | Tetsuya Yamano Hiroyuki Yagi                    | Honda NSX                                       | M-TEC                                           | Honda NSX                                       |                                                 |
| Super GT                                        |                                                 |                                                 |                                                 |                                                 |                                                 |                                                 |
| 2005                                            | GT500                                           | Yuji Tachikawa Toranosuke Takagi                | Toyota Supra                                    | Nismo Xanavi/Motul Pitwork                      | Nissan Fairlady Z Z33                           |                                                 |
| 2005                                            | GT300                                           | Kota Sasaki Tetsuya Yamano                      | Toyota MR-S                                     | Team Reckless                                   | Toyota MR-S                                     |                                                 |
| 2006                                            | GT500                                           | Juichi Wakisaka André Lotterer                  | Lexus SC430                                     | Open Interface Toyota Team TOM'S                | Lexus SC430                                     |                                                 |
| 2006                                            | GT300                                           | Tetsuya Yamano Hiroyuki Iiri                    | Mazda RX-7                                      | RE Amemiya Racing Asparadrink                   | Mazda RX-7 FD3S                                 |                                                 |
| 2007                                            | GT500                                           | Daisuke Ito Detona Ralph Firman                 | Honda NSX                                       | Autobacs Racing Team Aguri                      | Honda NSX                                       |                                                 |
| 2007                                            | GT300                                           | Kazuya Oshima Hiroaki Ishiura                   | Toyota MR-S                                     | Cars Tokai Dream 28 Privée Kenzo Asset          | Mooncraft/Riley Shiden MC/RT-16.                |                                                 |
| 2008                                            | GT500                                           | Satoshi Motoyama Benoît Tréluyer                | Nissan GT-R                                     | Petronas Toyota Team TOM'S                      | Lexus SC430                                     |                                                 |
| 2008                                            | GT300                                           | Kazuki Hoshino Hironobu Yasuda                  | Nissan 350Z                                     | MOLA                                            | Nissan 350Z                                     |                                                 |
| 2009                                            | GT500                                           | Juichi Wakisaka André Lotterer                  | Lexus SC430                                     | Lexus Team Petronas TOM'S                       | Lexus SC430                                     |                                                 |
| 2009                                            | GT300                                           | Manabu Orido Tatsuya Kataoka                    | Lexus IS350                                     | Racing Project Bandoh                           | Lexus IS350                                     |                                                 |
| 2010                                            | GT500                                           | Takashi Kogure Loïc Duval                       | Honda HSV-010 GT                                | Weider Honda Racing                             | Honda HSV-010 GT                                |                                                 |
| 2010                                            | GT300                                           | Kazuki Hoshino Masataka Yanagida                | Nissan 350Z                                     | Hasemi Motor Sport                              | Nissan 350Z                                     |                                                 |
| 2011                                            | GT500                                           | Ronnie Quintarelli Masataka Yanagida            | Nissan GT-R                                     | MOLA                                            | Nissan GT-R                                     |                                                 |
| 2011                                            | GT300                                           | Nobuteru Taniguchi Taku Bamba                   | BMW Z4 GT3                                      | Goodsmile Racing & Studie with TeamUKYO         | BMW Z4 GT3                                      |                                                 |
| 2012                                            | GT500                                           | Ronnie Quintarelli Masataka Yanagida            | Nissan GT-R                                     | MOLA                                            | Nissan GT-R                                     |                                                 |
| 2012                                            | GT300                                           | Kyosuke Mineo Naoki Yokomizo                    | Porsche 911 GT3-R                               | Team Taisan ENDLESS                             | Porsche 911 GT3-R                               |                                                 |
| 2013                                            | GT500                                           | Yuji Tachikawa Kohei Hirate                     | Lexus SC430                                     | Lexus Team ZENT Cerumo                          | Lexus SC430                                     |                                                 |
| 2013                                            | GT300                                           | Hideki Mutoh Yuhki Nakayama                     | Honda CR-Z                                      | Team Mugen                                      | Honda CR-Z                                      |                                                 |
| 2014                                            | GT500                                           | Tsugio Matsuda Ronnie Quintarelli               | Nissan GT-R                                     | Nismo                                           | Nissan GT-R                                     |                                                 |
| 2014                                            | GT300                                           | Tatsuya Kataoka Nobuteru Taniguchi              | BMW Z4 GT3                                      | Goodsmile Racing & Team Ukyo                    | BMW Z4 GT3                                      |                                                 |
| 2015                                            | GT500                                           | Tsugio Matsuda Ronnie Quintarelli               | Nissan GT-R                                     | Nismo                                           | Nissan GT-R                                     |                                                 |
| 2015                                            | GT300                                           | André Couto                                     | Nissan GT-R NISMO GT3                           | Gainer                                          | Nissan GT-R NISMO GT3                           |                                                 |
| 2016                                            | GT500                                           | Heikki Kovalainen Kohei Hirate                  | Lexus RC F                                      | Lexus Team SARD                                 | Lexus RC F                                      |                                                 |
| 2016                                            | GT300                                           | Takeshi Tsuchiya Takamitsu Matsui               | Toyota 86 MC                                    | VivaC team Tsuchiya                             | Toyota 86 MC                                    |                                                 |
| 2017                                            | GT500                                           | Ryo Hirakawa Nick Cassidy                       | Lexus LC 500                                    | Lexus Team KeePer TOM'S                         | Lexus LC 500                                    |                                                 |
| 2017                                            | GT300                                           | Tatsuya Kataoka Nobuteru Taniguchi              | Mercedes-AMG GT3                                | Goodsmile Racing & Team Ukyo                    | Mercedes-AMG GT3                                |                                                 |
| 2018                                            | GT500                                           | Naoki Yamamoto Jenson Button                    | Honda NSX                                       | Team Kunimitsu                                  | Honda NSX                                       |                                                 |
| 2018                                            | GT300                                           | Naoya Gamou Haruki Kurosawa                     | Mercedes-AMG GT3                                | K2 R&D LEON Racing                              | Mercedes-AMG GT3                                |                                                 |
| 2019                                            | GT500                                           | Kazuya Oshima Kenta Yamashita                   | Lexus LC 500 GT500                              | Lexus Team KeePer TOM'S                         | Lexus LC 500 GT500                              |                                                 |
| 2019                                            | GT300                                           | Shinichi Takagi Nirei Fukuzumi                  | Honda NSX GT3 Evo                               | Autobacs Racing Team Aguri                      | Honda NSX GT3 Evo                               |                                                 |